# Heiligeweg

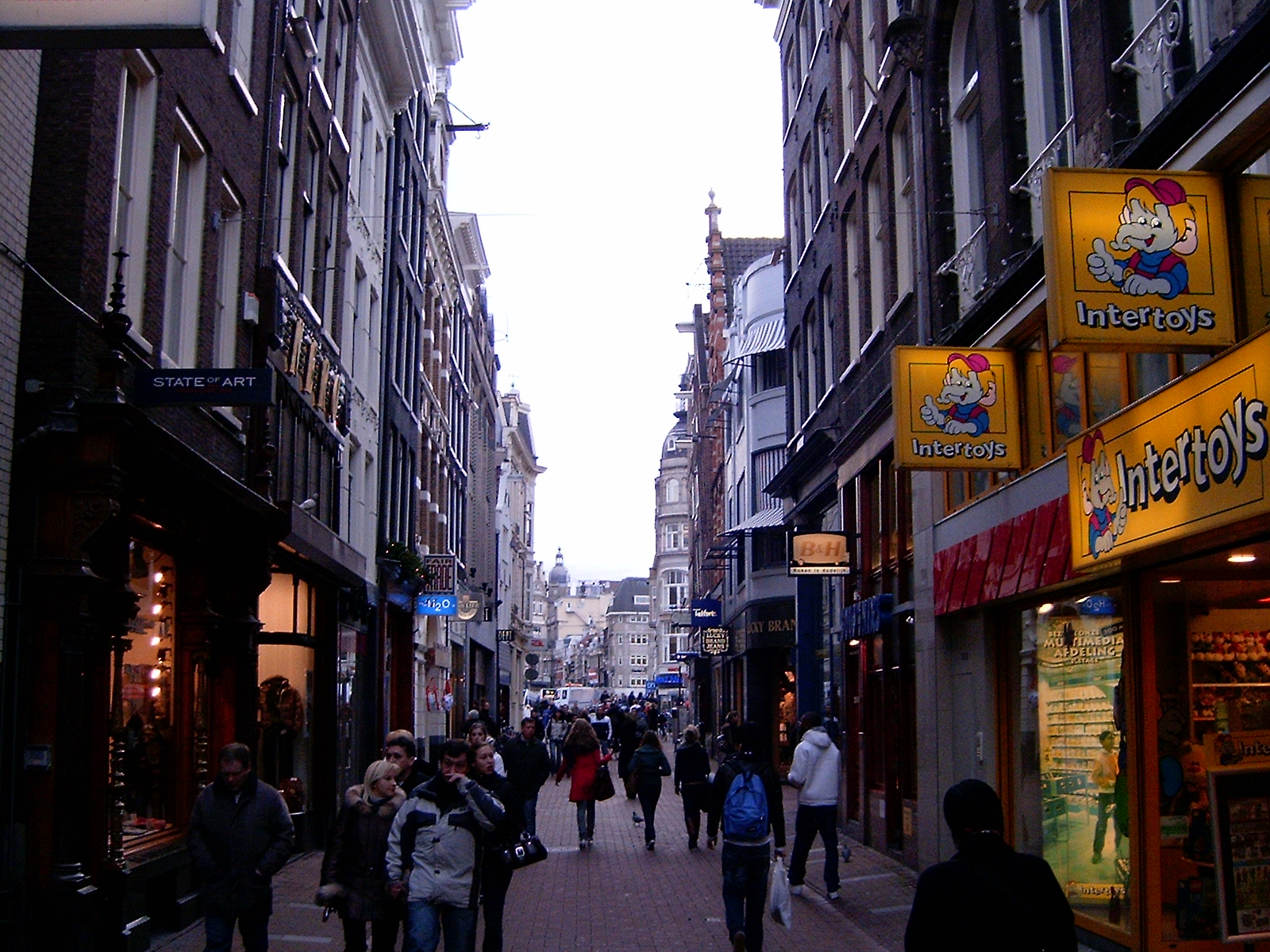
Heiligeweg in Amsterdam

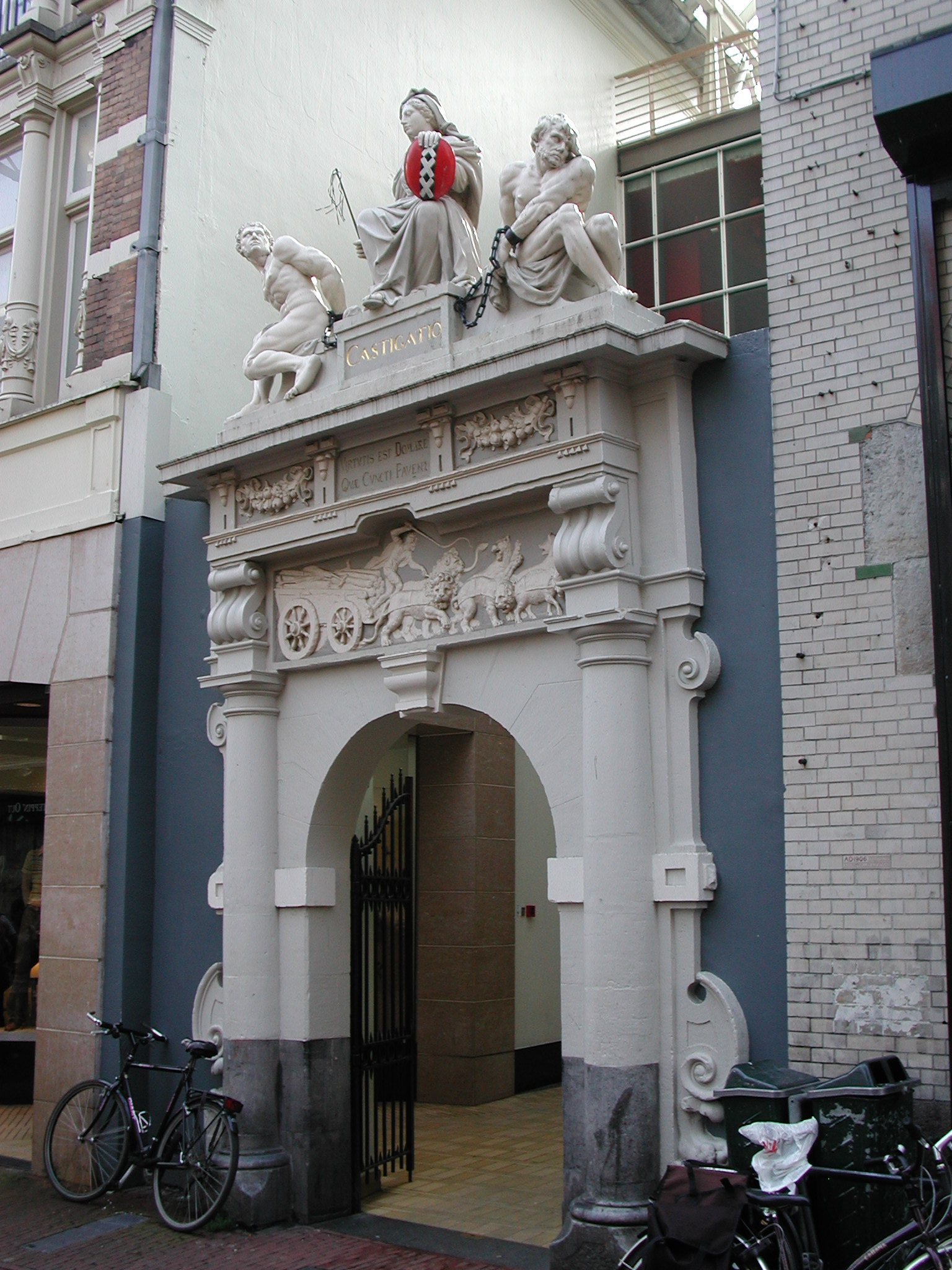
Rasphuispoort aan de Heiligeweg, 2005

De Heiligeweg verbindt de Amsterdamse Kalverstraat met het Koningsplein in Amsterdam-Centrum. De Heiligeweg is een niet voor auto's toegankelijke winkelstraat die de populaire winkelstraten met elkaar verbindt. Halverwege de Heiligeweg tegenover de, naast de Handboogstraat gelegen, Voetboogstraat bevindt zich het Rasphuispoortje uit 1603, dat toegang geeft tot het winkelcentrum Kalverpassage.
Van 1896 tot 1987 bevond zich op deze plaats het overdekte Heiligewegbad. Dit zwembad was het onderwerp van Zwemplaats voor Jongelingen te Amsterdam uit 1896, een van de eerste Nederlandse films.
Oorspronkelijk  leidde de Heiligeweg naar de Kapel ter Heilige Stede aan de Kalverstraat, waar zich in 1345 het Mirakel van Amsterdam voltrok. Om de toestroom van pelgrims die de plek wilden bezoeken in goede banen te leiden werd vanaf het dorp Sloten een pad aangelegd, de Heilige Weg.
Een klein deel van de Heiligeweg is nog in oude vorm aanwezig tussen de Kalverstraat en het Singel. Voor de aanleg van na-middeleeuwse stadsuitbreidingen bevond zich hier de Heiligewegspoort. De weg vervolgde zich ongeveer volgens het tracé van de huidige Leidsestraat en verder via de in deze tijd gegraven Heiligewegse Vaart (later heette dit de Overtoomse Vaart, sinds de demping in 1902: Overtoom). Vanaf de Overtoom bij de Schinkel liep de Heiligeweg verder via de Sloterkade en Sloterstraatweg (thans Rijnsburgstraat - Sloterweg) naar het dorp Sloten. Het gedeelte tussen Sloten en Haarlem is door het Haarlemmermeer verzwolgen. Maar tot circa 1500 was dit de belangrijkste route over land tussen Amsterdam en Kennemerland en daarmee de rest van Holland.Van de route tussen Sloten en de Overtoomse Sluis is een groot deel nog aanwezig (Sloterweg en Sloterkade). Een deel is verdwenen door aanleg van een bedrijventerrein.
In 1904 verving de elektrische tramlijn 1 de paardentram Leidscheplein – Amstelveenscheweg, die daar sinds 1877 had gereden.